# Jean Sarazin

Wappen Sarazins

Jean Sarazin OSB (auch Sarrazin oder Joannes Saracenus; * 20. Juli 1539 in Arras; † 3. März 1598 in Brüssel) war römisch-katholischer Benediktinerpater, Fürsterzbischof von Cambrai und Abt der Abtei Saint-Vaast.

## Leben
Sarazin machte bereits als Chorknabe durch seine Fähigkeiten beim Pfarrer der Madelainenkirche in Arras auf sich aufmerksam. Dieser bemühte sich um die Ausbildung des Jungen. Am 29. Mai 1556 trat Sarazin in die Abtei Saint-Vaast ein. Der Abt des Klosters schickte ihn an die Universitäten in Paris und Löwen zum Studium. In Löwen erhielt er 1561 die Priesterweihe und 1566 das Lizenziat in Theologie.
1570 wurde Sarazin Generalvikar in Arras, 1572 Koadjutor des Abtes von Saint-Vaast Roger de Montmorency. 1575 war er der Delegierte des Abtes von Saint-Vaast in der Grafschaft Artois und dort in die Verhandlungen um die Genter Pazifikation von 1576 involviert. 1577 wurde er selbst Abt des Klosters. Zwei Jahre später, 1579, war an der Gründung der Union von Arras aktiv beteiligt. Im Jahr 1582 nahm er an einer Delegation aus den südlichen Spanischen Niederlanden zu König Philipp II. von Spanien teil. Die Mission wurde von einem Begleiter, seinem Nachfolger, Philippe de Caverel festgehalten.
Nachdem Ludwig von Berlaymont in Bergen im Exil verstorben war, wurde Sarazin am 6. März 1596 zu seinem Nachfolger als Fürsterzbischof von Cambrai und damit zum Regenten des Hochstifts Cambrai im Range eines Herzogs auserwählt. Durch den König bestätigt, empfing er am 15. Dezember 1596 die Bischofsweihe in Brüssel.
Sarazin wurde nach seinem Tod nach Arras zurück überführt und in der Abtei beigesetzt.

## Publikationen
- Ein Sammlung von dreißig fünf Predigten, in Latein, Arras 1576–1598.
- Le fouet de l’académie des pécheurs, Arras 1597
- Ein Kommentar der Symbole der Apostel, Arras, erhalten durch eine Kopie von 1626.
- Institut de Hermites du diocèse de Cambrai associez en congrégation, gedruckt in Mons 1714.